# Верулидзе, Хемиде Хушутовна
Хемиде Хушутовна Верулидзе (1900 год, село Квирике, Батумская область, Российская империя — неизвестно, село Квирике, Кобулетский район, Аджарская АССР, Грузинская ССР) — колхозница колхоза имени газеты «Комунисти» Кобулетского района Аджарской АССР, Грузинская ССР. Герой Социалистического Труда (1949).

## Биография
Родилась в 1900 году в крестьянской семье в селе Квирике Батумской области. Окончила местную сельскую школу. В 1928 году вступила в местный колхоз, который позднее был преобразован в колхоз имени газеты «Комунисти» Кобулетского района. Трудилась сборщицей на чайной плантации.
В 1948 году собрала 6259 килограмм сортового зелёного чайного листа с площади 0,5 гектара. Указом Президиума Верховного Совета СССР от 29 августа 1949 года удостоена звания Героя Социалистического Труда за «получение высоких урожаев сортового зелёного чайного листа и цитрусовых плодов в 1949 году» с вручением ордена Ленина и золотой медали «Серп и Молот» (№ 4620).
Этим же Указом званием Героя Социалистического Труда были награждены труженицы колхоза имени газеты «Комунисти» звеньевая Айша Хасановна Грдзелидзе, колхозницы Сабрие Алиевна Верулидзе и Мерико Мамудовна Джинджарадзе.
Проживала в родной деревне Квирике Кобулетского района. Дата её смерти не установлена.